# Футбольные легионеры Азербайджана
Футбольные легионеры Азербайджана — с обретением государственной независимости Азербайджана в 1991 году, футбол начал бурно развиваться. В азербайджанские клубы стали приглашаться огромное количество иностранных футболистов. Зелёный свет меценатам дало решение Исполкома Азербайджанской федерации футбола, которое отменило лимит на легионеров, начиная с сезона 2008-2009 годов.

## Натурализация легионеров
Стремясь усилить состав основной сборной страны, в Азербайджане началась также практика натурализации иностранных футболистов, выступающих за местные клубы. Так, перед отборочными матчами Чемпионата Европы-2008, бывший наставник сборной Азербайджана Шахин Диниев призвал в ряды команды сразу шесть натурализованных футболистов — бразильцев Эрнани Перейру, Андре Ладагу и Леандро Гомеса, украинцев — Александра Чертоганова и Юрия Музыку, а также россиянина Сергея Соколова.

## Иностранные легионеры в Азербайджане

### Из стран СНГ и Балтии
| - Валентин Белькевич - Сергей Павлюкович - Дмитрий Круглов - Давид Болквадзе - Амиран Муджири - Александр Гогоберишвили - Александр Инцкирвели - Гоча Трапаидзе |  | - Роман Ахалкатси - Георгий Деметрадзе - Михаил Алавидзе - Леван Силагадзе - Бачана Цхададзе - Давид Чичвейшвили - Иракли Берая - Гога Берая |  | - Шота Джишкариани - Давид Кокашвили - Валери Абрамидзе - Кахабер Чхетиани - Андрей Штолцерс - Валдас Тракис - Дариус Жутаутас - Андрюс Гедгаудас - Томас Разанаускас - Эдвинас Лукошевичиус |  | - Алексей Савинов - Вадим Борец - Сергей Лащенков - Дан Писла - Ион Тестимициану - Артем Безродный - Рашид Гасанов - Алан Кусов - Осман Умаров - Автандил Оруджев |  | - Тимур Исрафилов - Тагим Новрузов - Назар Байрамов - Сергей Скаченко - Сергей Кравченко - Михаил Старостяк - Владимир Мазяр - Тарас Чопик - Александр Малыгин - Андрей Никитин |

### Из других стран
| - Фернандо Нестор Перес - Томислав Висевич - Хулио Сесар Кортес - Жунинье - Осмар Сигера - Роналду Родригеш да Силва - Карлуш Велтон Силва - Солимар Диас Дуарте - Родриго Роса Салес |  | - Асен Николов - Георгий Владимиров - Петер Златинов - Радомир Тодоров - Костадин Джамбазов - Якуба Бамба - Сулейман Камарра - Ахмед Ганем Солтан - Абдул Кадер Камарра |  | - Исаак Пупо - Артим Шакири - Джёрджи Христов - Драган Начевски - Зоран Балдовалиев - Лаки Идахор - Даниел Мунтяну - Клаудиу Радучану - Михай Ионеску - Роберт Илиес |  | - Папе Самба Ба - Халидо Сиссоко - Владимир Мичович - Милорад Ковач - Дарко Евандич - Милан Загорац - Марко Петрович - Горан Арнаут - Эмир Мкадеми - Томаш Бобель - Томаш Штолпа |  | - Девран Айхан - Левент Картоп - Октай Дерелиоглу - Суат Уста - Абдулькадир Оз - Себастиан Даниэль Мартинес - Анхель Густаво Гутьеррес - Эдмон Н. Тиамоа - Бранислав Червенка - Харис Комесидис - Алексиос Нихаилидис |

## Натурализированные иностранцы
| - Фабио Луис Рамим - Эрнани Перейра - Андре Ладага - Леандро Гомес - Ричард Алмейда | - Юрий Музыка - Александр Чертоганов - Владимир Левин - Бранимир Субашич | - Сергей Соколов - Дени Гайсумов - Ибрагим Гасанбеков - Казимир Гудиев - Нарвик Сирхаев |

## Азербайджанские футболисты-легионеры
| - Решад Садыхов - Ильгар Гурбанов - Вели Касумов - Хагани Мамедов |  | - Гурбан Гурбанов - Махмуд Гурбанов - Вагиф Джавадов - Александр Жидков |  | - Дмитрий Крамаренко - Владислав Лемиш - Анатолий Пономарев - Назим Сулейманов |  | - Саша Юнис-оглы |